# 斑纹织纹螺
斑纹织纹螺（学名：Reticunassa fuscolineata），是新腹足目织纹螺科Reticunassa属的一种。主要分布于韩国、台湾，常栖息在潮间带到浅海的沙底。